# Франция на зимних Олимпийских играх 2002
Результаты выступления сборной команды Франции на зимних Олимпийских играх 2002 года, проходивших в Солт-Лэйк-Сити, США. Честь страны защищали сто четырнадцать спортсменов, принимавшие участие в пятнадцати видах спорта. В итоге сборная удостоилась одиннадцати комплектов наград и в общекомандном зачёте заняла шестое место.

## Медалисты
| Медаль  | Спортсмен                                           | Вид спорта        | Дисциплина                              |
| ------- | --------------------------------------------------- | ----------------- | --------------------------------------- |
| Золото  | Кароль Монтийе                                      | Горнолыжный спорт | Женщины, скоростной спуск               |
| Золото  | Жан-Пьер Видаль                                     | Горнолыжный спорт | Мужчины, слалом                         |
| Золото  | Марина Анисина Гвендаль Пейзера                     | Фигурное катание  | Танцы на льду                           |
| Золото  | Изабель Блан                                        | Сноуборд          | Женщины, параллельный гигантский слалом |
| Серебро | Себастьен Амье                                      | Горнолыжный спорт | Мужчины, слалом                         |
| Серебро | Лор Пекеньо                                         | Горнолыжный спорт | Женщины, слалом                         |
| Серебро | Рафаэль Пуаре                                       | Биатлон           | Мужчины, гонка преследования 12,5 км    |
| Серебро | Карин Рюби                                          | Сноуборд          | Женщины, параллельный гигантский слалом |
| Серебро | Дориан Видаль                                       | Сноуборд          | Женщины, хафпайп                        |
| Бронза  | Венсан Дефран Жиль Марге Рафаэль Пуаре Жюльен Робер | Биатлон           | Мужчины, эстафета 4×7,5 км              |
| Бронза  | Ришар Ге                                            | Фристайл          | Мужчины, могул                          |

## Состав и результаты олимпийской сборной Франции

### Хоккей
Спортсменов — 23
Мужчины
Сборная Франции в 10-й раз в истории приняла участие в олимпийском хоккейном турнире. Для попадания на игры французским хоккеистам пришлось преодолеть два квалификационных раунда. На предварительном этапе олимпийского турнира сборная Франции не смогла показать высокий результат и заняла в своей группе последнее место, сыграв вничью со сборной Швейцарии и уступив сборным Белоруссии и Украины. В классификационном матче за 13-е место в соперники французской сборной досталась крепкая сборная Словакии. Матч прошёл с подавляющим преимуществом словацкой сборной и в итоге подопечные финского специалиста Хейкки Лейме были разгромлены со счётом 1:7, причём единственную свою шайбу французы забросили за 41 секунду до окончания поединка.
Состав команды
| №              | Имя                | Клуб                              | Дата рождения    | Возраст | Игр     | Шайб    | Передач |
| Вратари        | Вратари            | Вратари                           | Вратари          | Вратари | Вратари | Вратари | Вратари |
| -------------- | ------------------ | --------------------------------- | ---------------- | ------- | ------- | ------- | ------- |
| 1              | Кристобаль Юэ      | Лугано                            | 3 сентября 1975  | 26      | 3       | -10     |         |
| 30             | Фабрис Ланри       | Мюлуз                             | 29 июня 1972     | 29      | 0       | -0      |         |
| 31             | Патрик Роллан      | Гренобль                          | 7 июня 1969      | 32      | 1       | -7      |         |
| Защитники      |                    |                                   |                  |         |         |         |         |
| 2              | Аллан Каррью       | Руан                              | 2 февраля 1976   | 26      | 4       | 0       | 0       |
| 3              | Винсен Баше        | Реймс                             | 29 апреля 1978   | 23      | 4       | 0       | 1       |
| 13             | Карл Девольф       | Амьен                             | 21 февраля 1972  | 29      | 4       | 0       | 0       |
| 20             | Жан-Франсуа Боннар | Гренобль                          | 14 сентября 1971 | 30      | 4       | 0       | 0       |
| 24             | Денис Перес        | Амьен                             | 25 апреля 1965   | 36      | 4       | 0       | 0       |
| 26             | Бенуа Пуртанель    | Анжер                             | 12 апреля 1974   | 27      | 4       | 0       | 0       |
| 27             | Баптист Амар       | Университет Массачусетса — Лоуэлл | 11 ноября 1979   | 22      | 4       | 0       | 0       |
| Нападающие     |                    |                                   |                  |         |         |         |         |
| 6              | Бенуа Башеле       | Гренобль                          | 6 ноября 1974    | 27      | 4       | 0       | 0       |
| 7              | Стефан Барин       | Крефельд Пингвин                  | 8 января 1971    | 31      | 4       | 0       | 0       |
| 8              | Арно Бриан         | Лулео                             | 29 апреля 1970   | 31      | 3       | 0       | 0       |
| 9              | Морис Розенталь    | Бьёрклёвен                        | 20 июня 1975     | 26      | 4       | 4       | 1       |
| 10             | Лорен Мёнье        | Университет Массачусетса — Лоуэлл | 16 января 1979   | 23      | 4       | 0       | 1       |
| 11             | Франсуа Розенталь  | Бьёрклёвен                        | 20 июня 1975     | 26      | 4       | 0       | 0       |
| 12             | Филипп Бозон       | Женева-Серветт                    | 30 ноября 1966   | 35      | 4       | 3       | 3       |
| 14             | Йорик Трей         | Университет Массачусетса — Лоуэлл | 15 июля 1980     | 21      | 4       | 0       | 0       |
| 16             | Гийом Бесс         | Руан                              | 26 января 1976   | 25      | 4       | 0       | 0       |
| 22             | Йонатан Звикель    | Реймс                             | 16 июля 1975     | 26      | 4       | 0       | 0       |
| 23             | Антони Мортас      | Реймс                             | 13 февраля 1974  | 27      | 4       | 0       | 1       |
| 25             | Ришар Эмонетто     | Реймс                             | 24 января 1973   | 29      | 4       | 0       | 0       |
| 28             | Лорен Грас         | Амьен                             | 15 марта 1976    | 25      | 4       | 0       | 0       |
| Главный тренер |                    |                                   |                  |         |         |         |         |
| Флаг Финляндии | Хейкки Лейме       | Хейкки Лейме                      | 7 мая 1962       | 39      |         |         |         |

Результаты
Предварительный раунд
| М | Сборная   | И | В | Н | П | ШЗ | ШП | РШ | О |
| - | --------- | - | - | - | - | -- | -- | -- | - |
| 1 | Беларусь  | 3 | 2 | 0 | 1 | 5  | 3  | +2 | 4 |
| 2 | Украина   | 3 | 2 | 0 | 1 | 9  | 5  | +4 | 4 |
| 3 | Швейцария | 3 | 1 | 1 | 1 | 7  | 9  | -2 | 3 |
| 4 | Франция   | 3 | 0 | 1 | 2 | 6  | 10 | -4 | 1 |

| 9 февраля 2002 21:00 (UTC−7) | Франция | 3:3 (1:2, 0:1, 2:1) | Швейцария | E Center, Вест-Вэлли-Сити Зрителей: 8504 |

| Отчёт | Отчёт                   | Отчёт | Отчёт         | Отчёт                  |
| --- | ----------------------- | --- | ------------- | ---------------------- |
| |                         | |               |                        |
| | Кристобаль Юэ           | Вратари | Давид Айбишер | Судья: Рами Саволайнен |
| | Голы:                   | |               | Судья: Рами Саволайнен |
| Морис Розенталь 02:50 (Филипп Бозон) Филипп Бозон 34:50 (Морис Розенталь) Морис Розенталь 52:38 (Лорен Мёнье) | 1:0 1:1 2:1 2:2 3:2 3:3 | 10:26 Жан-Жак Аэшлиман (Патрик Суттер) 43:55 Андре Ротели (Патрик Суттер, Марк Штрайт) 55:50 Марк Штрайт (Оливер Келлер, Жан-Жак Аэшлиман) |               | Судья: Рами Саволайнен |
| |                         | |               | Судья: Рами Саволайнен |
| |                         | |               | Судья: Рами Саволайнен |
| |                         | |               | Судья: Рами Саволайнен |
| 14 мин | Штраф                   | 10 мин |               | Судья: Рами Саволайнен |
| 5 (2) | Большинство             | 7 (2) |               |                        |
| | 21 (7+2+12)             | Броски | 33 (14+7+12)  |                        |

| 11 февраля 2002 19:00 (UTC−7) | Франция | 1:3 (1:1, 0:1, 0:1) | Беларусь | Peaks Ice Arena, Прово Зрителей: 6214 |

| Отчёт                                | Отчёт                       | Отчёт | Отчёт          | Отчёт               |
| ------------------------------------ | --------------------------- | --- | -------------- | ------------------- |
|                                      |                             | |                |                     |
|                                      | Кристобаль Юэ 00:00 — 59:16 | Вратари | Сергей Шабанов | Судья: Скотт Хансен |
|                                      | Голы:                       | |                | Судья: Скотт Хансен |
| Морис Розенталь 03:34 (Филипп Бозон) | 1:0 1:1 1:2 1:3             | 08:19 Андрей Расолько (Александр Журик) 36:25 Владимир Цыплаков (Олег Романов, Олег Хмыль) 57:56 Дмитрий Панков (Вадим Бекбулатов) |                | Судья: Скотт Хансен |
|                                      |                             | |                | Судья: Скотт Хансен |
|                                      |                             | |                | Судья: Скотт Хансен |
|                                      |                             | |                | Судья: Скотт Хансен |
| 10 мин                               | Штраф                       | 14 мин |                | Судья: Скотт Хансен |
| 7 (0)                                | Большинство                 | 5 (2) |                |                     |
|                                      | 23 (7+9+7)                  | Броски | 21 (10+5+6)    |                     |

| 13 февраля 2002 19:00 (UTC−7) | Франция | 2:4 (0:2, 2:2, 0:0) | Украина | Peaks Ice Arena, Прово Зрителей: 6019 |

| Отчёт                                               | Отчёт                       | Отчёт | Отчёт             | Отчёт               |
| --------------------------------------------------- | --------------------------- | --- | ----------------- | ------------------- |
|                                                     |                             | |                   |                     |
|                                                     | Кристобаль Юэ 00:00 — 59:25 | Вратари | Константин Симчук | Судья: Ульф Радбьер |
|                                                     | Голы:                       | |                   | Судья: Ульф Радбьер |
| Филипп Бозон 22:42 Филипп Бозон 25:59 (Винсен Баше) | 0:1 0:2 1:2 1:3 1:4 2:4     | 12:00 Игорь Чибирев (Роман Сальников, Валерий Ширяев) 18:36 Дмитрий Христич (Роман Сальников) 23:39 Вадим Шахрайчук (Андрей Срюбко, Богдан Савенко) 24:38 Алексей Поникаровский (Роман Сальников, Валерий Ширяев) |                   | Судья: Ульф Радбьер |
|                                                     |                             | |                   | Судья: Ульф Радбьер |
|                                                     |                             | |                   | Судья: Ульф Радбьер |
|                                                     |                             | |                   | Судья: Ульф Радбьер |
| 14 мин                                              | Штраф                       | 16 мин |                   | Судья: Ульф Радбьер |
| 8 (0)                                               | Большинство                 | 7 (3) |                   |                     |
|                                                     | 31 (6+15+10)                | Броски | 32 (14+13+5)      |                     |

Матч за 13-е место
| 14 февраля 2002 21:00 (UTC−7) | Франция | 1:7 (0:1, 0:2, 1:4) | Словакия | Peaks Ice Arena, Прово Зрителей: 5956 |

| Отчёт                                               | Отчёт                           | Отчёт | Отчёт           | Отчёт               |
| --------------------------------------------------- | ------------------------------- | --- | --------------- | ------------------- |
|                                                     |                                 | |                 |                     |
|                                                     | Патрик Роллан                   | Вратари | Растислав Станя | Судья: Данни Курман |
|                                                     | Голы:                           | |                 | Судья: Данни Курман |
| Морис Розенталь 59:19 (Филипп Бозон, Антони Мортас) | 0:1 0:2 0:3 0:4 0:5 0:6 0:7 1:7 | 08:02 Мариан Хосса 28:04 Йозеф Штумпел (Мирослав Шатан, Мариан Хосса) 39:02 Михал Гандзуш (Любош Бартечко, Павол Демитра) 47:22 Мариан Хосса (Любомир Вишнёвский) 50:47 Ян Пардавый (Душан Мило, Растислав Павликовский) 55:53 Растислав Павликовский (Душан Мило) 58:50 Мариан Хосса (Растислав Павликовский) |                 | Судья: Данни Курман |
|                                                     |                                 | |                 | Судья: Данни Курман |
|                                                     |                                 | |                 | Судья: Данни Курман |
|                                                     |                                 | |                 | Судья: Данни Курман |
| 12 мин                                              | Штраф                           | 10 мин |                 | Судья: Данни Курман |
| 5 (0)                                               | Большинство                     | 6 (1) |                 |                     |
|                                                     | 19 (5+10+4)                     | Броски | 49 (22+9+18)    |                     |

Итог: 14-е место